# Castle Leslie
Castle Leslie, også kendt som Glaslough House, er et gods, der ligger på den omkring 4 km2 store Castle Leslie Estate ved siden af landsbyen Glaslough. Den ligger omkring 11 km nordøst for Monaghan i County Monaghan, Irland. Det er hjem for den irske gren af Clan Leslie
Der lå en herregård fra 1600-tallet indtil 1800-tallet, hvor det meste blev revet ned og bygget på ny.